# 3629 Lebedinskij
A 3629 Lebedinskij (ideiglenes jelöléssel 1982 WK) a Naprendszer kisbolygóövében található aszteroida. Antonín Mrkos fedezte fel 1982. november 21-én.